# 美洲母草
美洲母草（学名：[Lindernia dubia] 错误：{{Lang}}：文本有斜体标记（帮助））为母草科母草屬下的一个种。

## 扩展阅读
- 維基物種上的相關：美洲母草